# Теорія переривчастої рівноваги

Порівняльна характеристика теорій філогенетичного градуалізму (угорі) з теорією переривчастої рівноваги (внизу): переривчаста рівновага досягається внаслідок швидких змін в морфології

Тео́рія перери́вчастої рівнова́ги (Тео́рія ква́нтової еволю́ції) — це теорія в області еволюції живих організмів, яка стверджує, що еволюція істот, що розмножуються статевим шляхом, відбувається стрибками, переміжними з тривалими періодами, в яких не відбувається істотних змін. Відповідно до цієї теорії фенотипічна еволюція, еволюція властивостей, закодованих в геномі, відбувається в результаті рідкісних періодів утворення нових видів (кладогенез), які протікають відносно швидко в порівнянні з періодами сталого існування видів.
Заведено протиставляти теорію переривчастої рівноваги теорії філогенетичного градуалізму, яка стверджує, що більша частина процесів еволюції протікає рівномірно, в результаті поступової трансформації видів (анагенез).
Теорію переривчастої рівноваги 1972 року запропонували палеонтологи Нільс Елдрідж та Стівен Джей Гульд.